# Репшнур

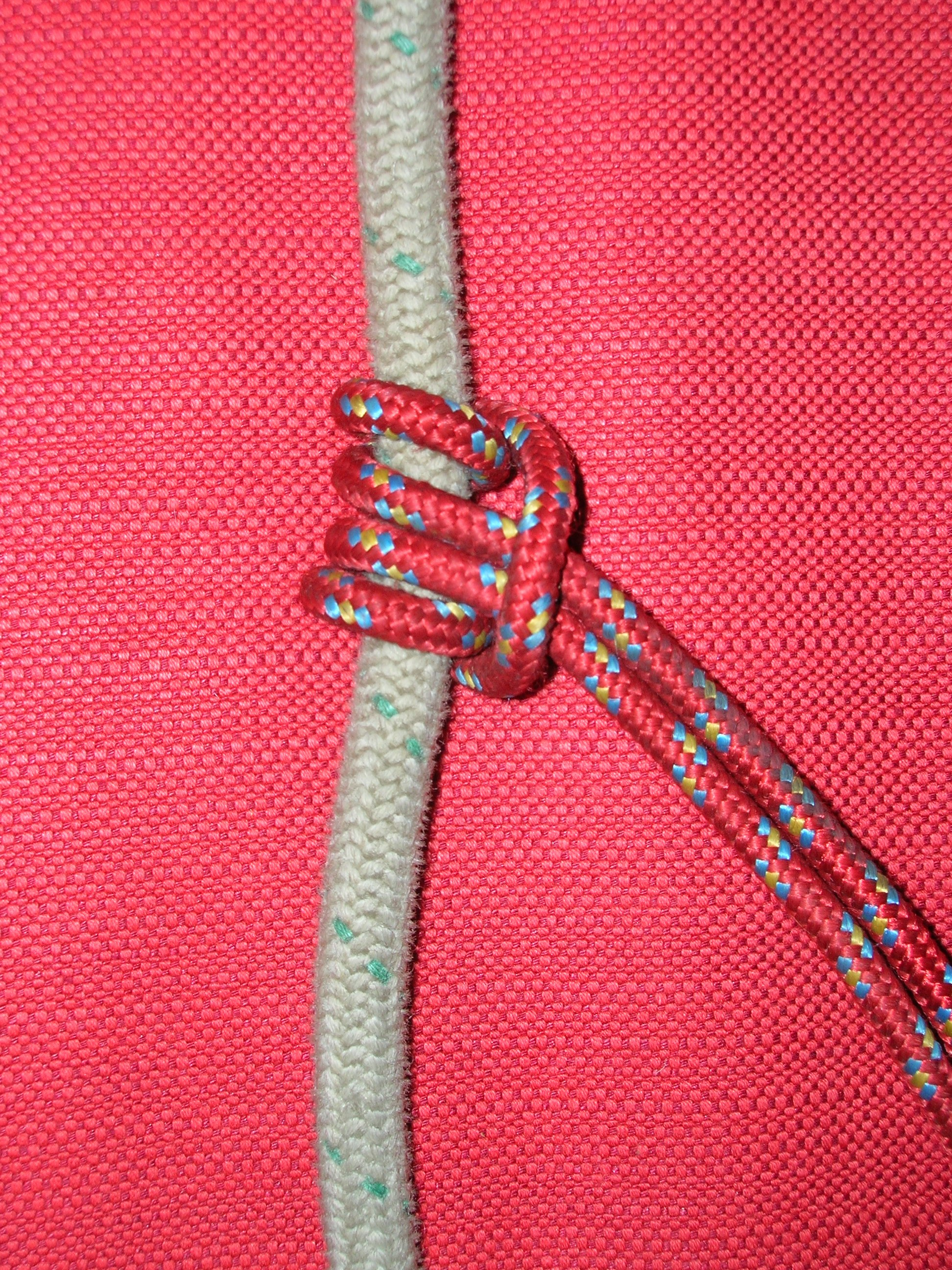
Вузол прусик, зав'язаний репшнуром

Репшнур (нім. Reepschnur, від нід. reep і сер-в.-нім. snuor) — статична мотузка діаметром 4-8 мм, кругла в перерізі, із захисним обплетенням. Застосовується в альпінізмі, скелелазінні та спелеології тільки в ролі допоміжної — для схоплювальних вузлів (напр. прусик, вузол Бахмана, Австрійський схоплювальний вузол) і допоміжних задач.

## Загальна характеристика
Зазвичай використовують капронову мотузку діаметром 3–8 мм, яка залежно від марки та року виробництва має різну міцність: від 230 кгс для 4-мм мотузки до 1200 кгс для 7-мм і 1550 кгс для 8-мм мотузки (дані 1983 р.). Кевларові мотузки міцніші, але слизькіші й досить жорсткі, а тому незручні для схоплювальних вузлів. Не використовують також мотузки з особливо слизьким обплетенням (фторопластові, поліетиленові тощо), навіть якщо за міцністю вони відповідають стандартам, а також кручені мотузки без обплетення.
- Шнури завтовшки 7–8 мм застосовують для в'язання петель, імпровізованих нижніх і верхніх обв'язок та інших допоміжних задач.

- Шнури завтовшки 5–7 мм найкраще підходять для в'язання схоплювальних вузлів.

- Шнури завтовшки 3–6 мм використовують для виготовлення альпіністських драбин, підв'язування різних вантажів та інструментів до гнучкої підвісної системи чи альпіністського майданчика.

Важливо: Треба пам'ятати, що репшнур не розраховано на динамічний ривок.